# INFJ
Cet article concerne un type psychologique de la classification Myers-Briggs. Pour le type socionique INFj, voir Socionique.
INFJ (acronyme en anglais pour « introversion, intuition, feeling, judgment » signifiant « introversion, intuition, sentiment, jugement ») est une abréviation utilisée dans le cadre du test Myers Briggs Type Indicator (MBTI) qui désigne l'un des 16 types psychologiques caractérisé par le test. Il est l'un des quatre types appartenant au tempérament Idéaliste.
Les INFJ forment le type de personnalité le plus rare, constituant environ 1,5 % de la population.
Il y a significativement plus de femmes que d'hommes dans les INFJ (1,6 % contre 1,3 % respectivement). Les INFJ masculins sont la combinaison type-sexe la moins commune (avec les INTJ femmes).

## Préférences du INFJ
- I — Introversion préférée à l'extraversion : les INFJ sont généralement discrets et réservés. Ils préfèrent interagir avec quelques amis dont ils sont proches qu'avec un large cercle de connaissances, et ils dépensent de l'énergie lors de leurs relations en société[4].
- N — Intuition préférée à la sensation (la lettre N est utilisée puisque le I est déjà utilisé pour l'introversion) : les INFJ sont davantage abstraits que concrets. Ils concentrent leur attention sur l'image globale d'une chose ou d'une situation plutôt que sur ses détails, sur le contexte plutôt que sur la chose en elle-même, sur les possibilités futures plutôt que sur les réalités immédiates[5].
- F — Sentiment (en anglais : Feeling) préféré à la pensée : les INFJ valorisent davantage les considérations subjectives ou personnelles que les critères impersonnels et objectifs. Lorsqu'ils prennent des décisions, ils accordent un poids plus grand à des considérations sociales qu'à la logique[6].
- J — Jugement préféré à la perception : les INFJ planifient leurs activités et prennent des décisions rapidement. Leur tendance à prédire les probabilités d'une situation future suscite chez eux un certain self-control, qui peut sembler limitatif aux yeux des types préférant la perception[7].

## Caractéristiques

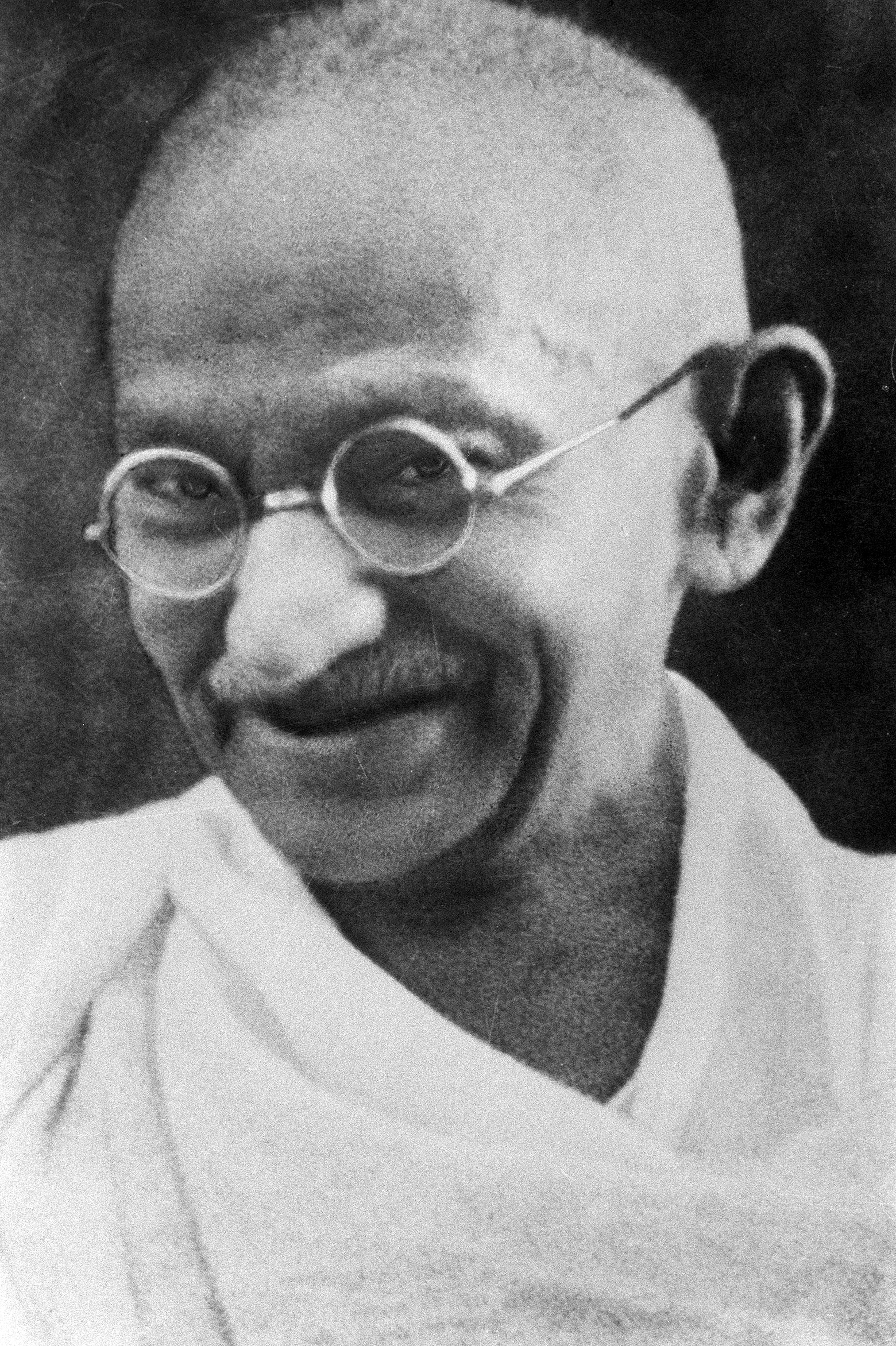
Le psychologue David Keirsey a identifié Mohandas Karamchand Gandhi comme INFJ. Cependant, si l'on suit les règles du MBTI, seul le passage du test permet d'identifier avec certitude un type de personnalité.

Les INFJ sont consciencieux et guidés par leurs valeurs. Ils cherchent un sens dans les relations avec les autres, les idées, les événements, avec l'idée de toujours mieux se comprendre ou comprendre les autres. Par l'usage de leurs capacités intuitives, ils développent une vision claire des évènements et de leur place ou enchaînement, qu'ils utilisent pour améliorer la vie des autres de façon décisive. De la même manière que les INTJ, les INFJ considèrent les problèmes comme des opportunités pour créer des solutions nouvelles.
Ils sont discrets, privés, préfèrent exercer leur influence à l'ombre plutôt qu'en public. Bien que très indépendants, les INFJ se sentent très concernés par le bien-être des autres. Ils préfèrent les relations en tête-à-tête au cadre plus large d'un groupe. Sensibles et complexes, ils aiment comprendre des problèmes compliqués et nécessitant une solution originale et créative.
Les INFJ ont une vie intérieure riche et vive, qu'ils peuvent avoir du mal à partager autour d'eux. Malgré cela, ils sont d'un caractère égal dans leurs interactions et perceptifs aux émotions de ceux qui les entourent. Généralement appréciés de leurs pairs, ils sont souvent considérés comme des amis proches, voire des confidents, par les autres types. Cependant, leur introversion les inhibe lorsqu'il s'agit d'exprimer leurs sentiments propres, notamment à ceux qu'ils connaissent depuis peu, et ils ont besoin de temps pour établir des relations proches ou intimes. Les INFJ risquent d'être facilement blessés par les impertinences négatives d'autrui, bien qu'ils ne le révèlent, souvent, qu'à leurs plus proches amis. Ils peuvent « se retirer silencieusement, de façon à poser des limites », plutôt que d'exprimer leurs sentiments blessés - un comportement qui peut conduire les autres à douter d'eux.
Les INFJ sont des leaders sensibles et discrets, avec une grande profondeur d'esprit. Ils sont mystérieux et leurs sentiments sont complexes, parfois même à leurs propres yeux. Ils ont une vision ordonnée du monde, mais l'organisent mentalement d'une manière qu'ils sont les seuls à pouvoir comprendre. Ils communiquent de façon abstraite, vivent dans un monde de possibilités et de sens cachés. Pourvus d'une affinité naturelle pour l'art, les INFJ sont créatifs et facilement inspirés. Ils peuvent aussi exceller dans les sciences, à l'aide de leur intuition.

## Fonctions cognitives
D'après les développements les plus récents, les fonctions cognitives des INFJ s'articulent comme suit :

### Dominante: intuition introvertie (Ni)
Attirée par des dispositifs ou actions symboliques, l'intuition introvertie opère la synthèse de couples de contraires pour créer dans l'esprit des images neuves. De ces réalisations provient une certaine forme de certitude, qui demande des actions ou des expériences pour nourrir une éventuelle vision de l'avenir ; de telles réalisations peuvent inclure des systèmes complexes ou des vérités universelles. Cette dominante intuitive pousse les INFJ à faire confiance avant tout à leur instinct. Ils peuvent alors se montrer obstinés et ignorer les opinions des autres, convaincus qu'ils ont raison. Pour la même raison, les INFJ sont des perfectionnistes qui doutent du développement de leurs capacités, estimant qu'elles ont davantage de potentiel que ce qu'elles révèlent concrètement. Ils sont rarement tout à fait en paix avec eux-mêmes, car il y a toujours quelque chose à améliorer autour d'eux.

### Auxiliaire: sentiment extraverti (Fe)
Le sentiment extraverti recherche le lien social et crée d'harmonieuses interactions par un comportement poli et adapté. Il répond aux désirs explicites (et implicites) des autres, ce qui peut donner lieu à un conflit interne entre les propres besoins du sujet et le désir de satisfaire ou de comprendre ceux des autres. Les INFJ sont des "nourrisseurs" naturels, patients, dévoués et protecteurs. Ils sont des parents aimants et entretiennent des liens d'affection très forts avec leurs enfants. Ils ont de hautes espérances pour eux et les poussent aussi loin qu'ils le peuvent.

### Tertiaire: pensée introvertie (Ti)
La pensée introvertie recherche la précision, par exemple celle du mot juste pour exprimer une idée avec exactitude. Elle remarque les menues distinctions qui définissent l'essence des choses, puis les analyse et en opère la classification. La pensée introvertie examine une situation sous tous les aspects, cherche à résoudre des problèmes avec le minimum d'efforts et de risques. Elle recourt à des modèles pour remédier aux flottements et inconsistances du raisonnement logique.

### Inférieure: sensation extravertie (Se)
La sensation extravertie se concentre sur les expériences et les sensations du monde physique et immédiat. Pourvue d'une conscience aigüe de ce qui entoure l'individu, elle lui apporte des faits et des détails pouvant constituer le moteur d'actions spontanées. La sensation extravertie aide les INFJ à agir de manière pratique et concrète sur les détails externes. Soutenant l'Intuition introvertie, elle permet aux INFJ d'œuvrer à concrétiser leurs idéaux et améliorer la vie des gens de manière déterminante. L'échec de la fonction Se peut amener l'individu INFJ à ignorer les besoins individuels afin de se concentrer sur le bien-être collectif, dans le pire des cas elle peut conduire à une déconnexion de la réalité, l'individu INFJ est alors susceptible de connaître des comportements à risque comme la suralimentation ou la prise de stupéfiants.

### Fonctions secondaires
D'après les développements les plus récents, notamment les travaux de Linda V. Berens, ces quatre fonctions additionnelles ne sont pas celles auxquelles les INFJ tendent naturellement, mais peuvent émerger en situation de stress. Pour les INFJ, ces fonctions s'articulent comme suit :
- intuition extravertie (Ne) : l'intuition extravertie trouve et interprète le sens caché d'un objet, d'un propos ou d'une situation, raisonnant à partir de la question « et si...? » pour explorer d'éventuelles alternatives et faire coexister de multiples possibilités. Ce jeu de l'imagination tisse la toile de l'expérience et d'une certaine perspicacité pour former un nouveau schéma d'ensemble, qui peut devenir un catalyseur pour l'action[20] ;
- sentiment introverti (Fi) : le sentiment introverti filtre les informations à partir d'interprétations sur la valeur, formant des jugements en accord avec des critères souvent intangibles. Cette fonction balance constamment entre deux impératifs différents, tels que le désir d'harmonie et celui d'authenticité. Adapté aux distinctions subtiles, le sentiment introverti sent instinctivement ce qui est vrai ou faux dans une situation donnée[21] ;
- pensée extravertie (Te) : la pensée extravertie organise et planifie les idées pour assurer une poursuite efficace et productive d'objectifs donnés. Elle cherche des explications logiques aux actions, évènements et conclusions, et y identifie de possibles erreurs ou sophismes[22] ;
- sensation introvertie (Si) : la sensation introvertie collecte les données du moment présent et les compare avec celles des expériences passés. Ce processus fait remonter à la surface des sentiments associés à des souvenirs que le sujet revit en se les remémorant. Cherchant à protéger ce qui lui est familier, la sensation introvertie identifie dans l'histoire des buts et des attentes en vue d'évènements futurs[23].

## INFJ célèbres
Bien que seul le passage du test MBTI permette d'identifier avec certitude un type de personnalité, plusieurs praticiens ont tenté de déterminer le type de certains personnages célèbres à partir d'éléments biographiques. Le psychologue américain David Keirsey a ainsi identifié de nombreuses personnalités comme étant INFJ.

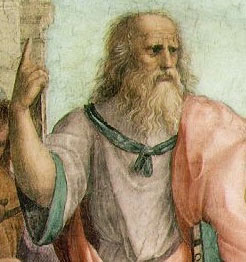
Platon, philosophe grec.
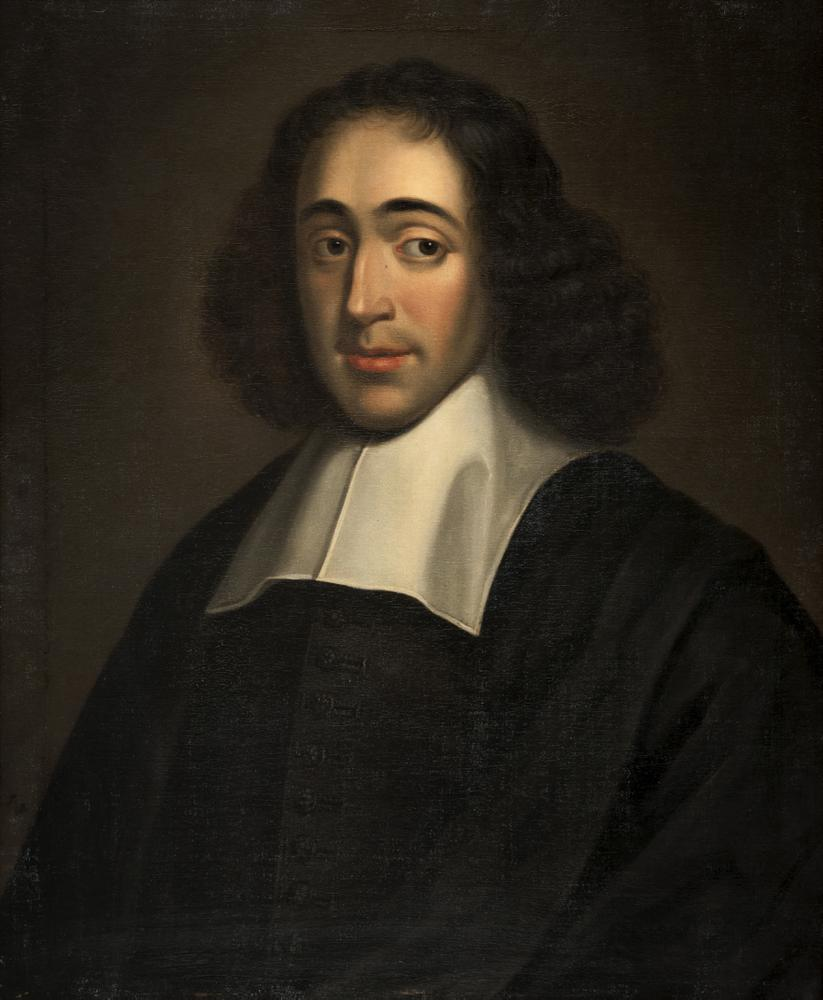
Baruch Spinoza, philosophe néerlendais
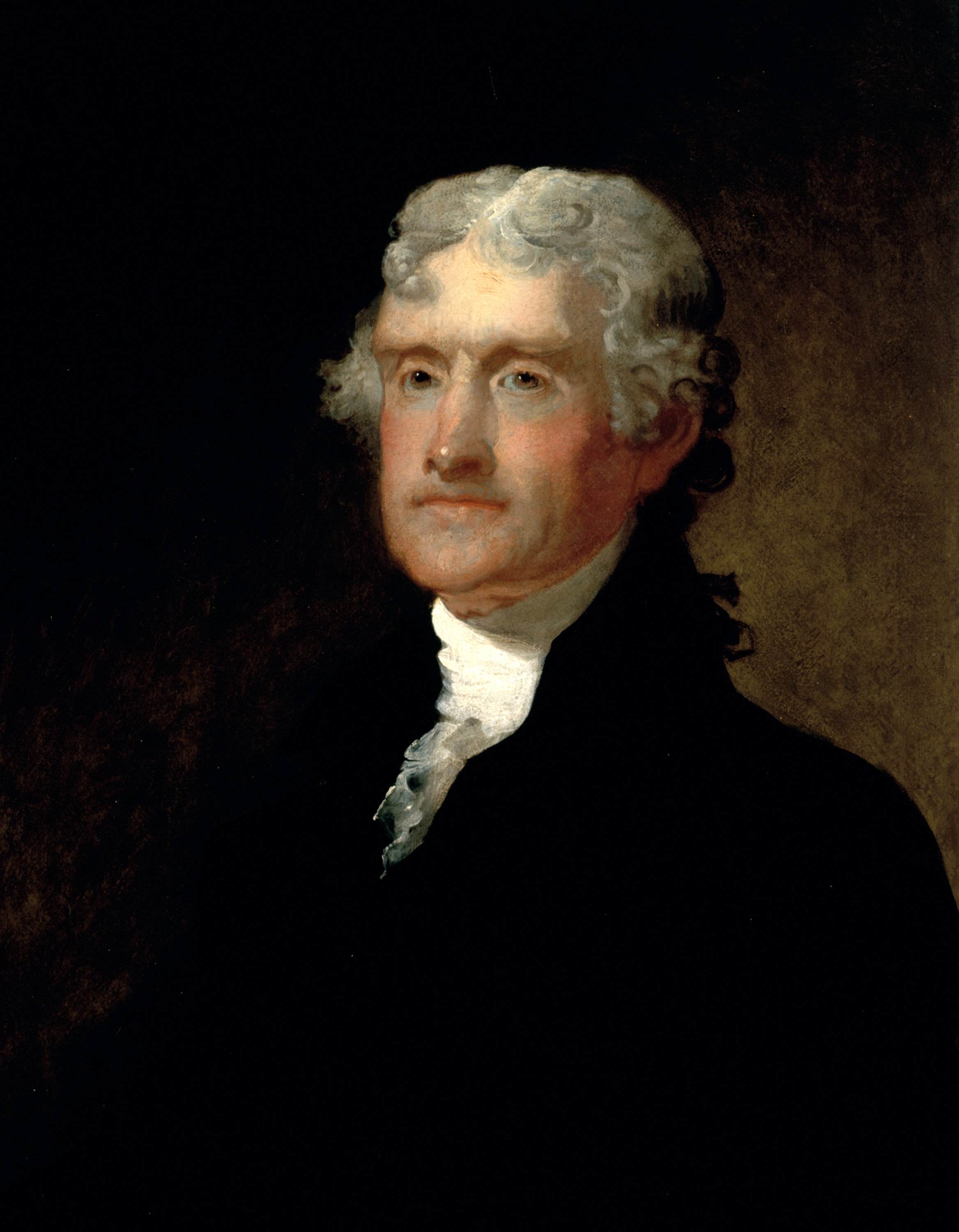
Thomas Jefferson, président américain, fondateur de la déclaration d'indépendance américaine.
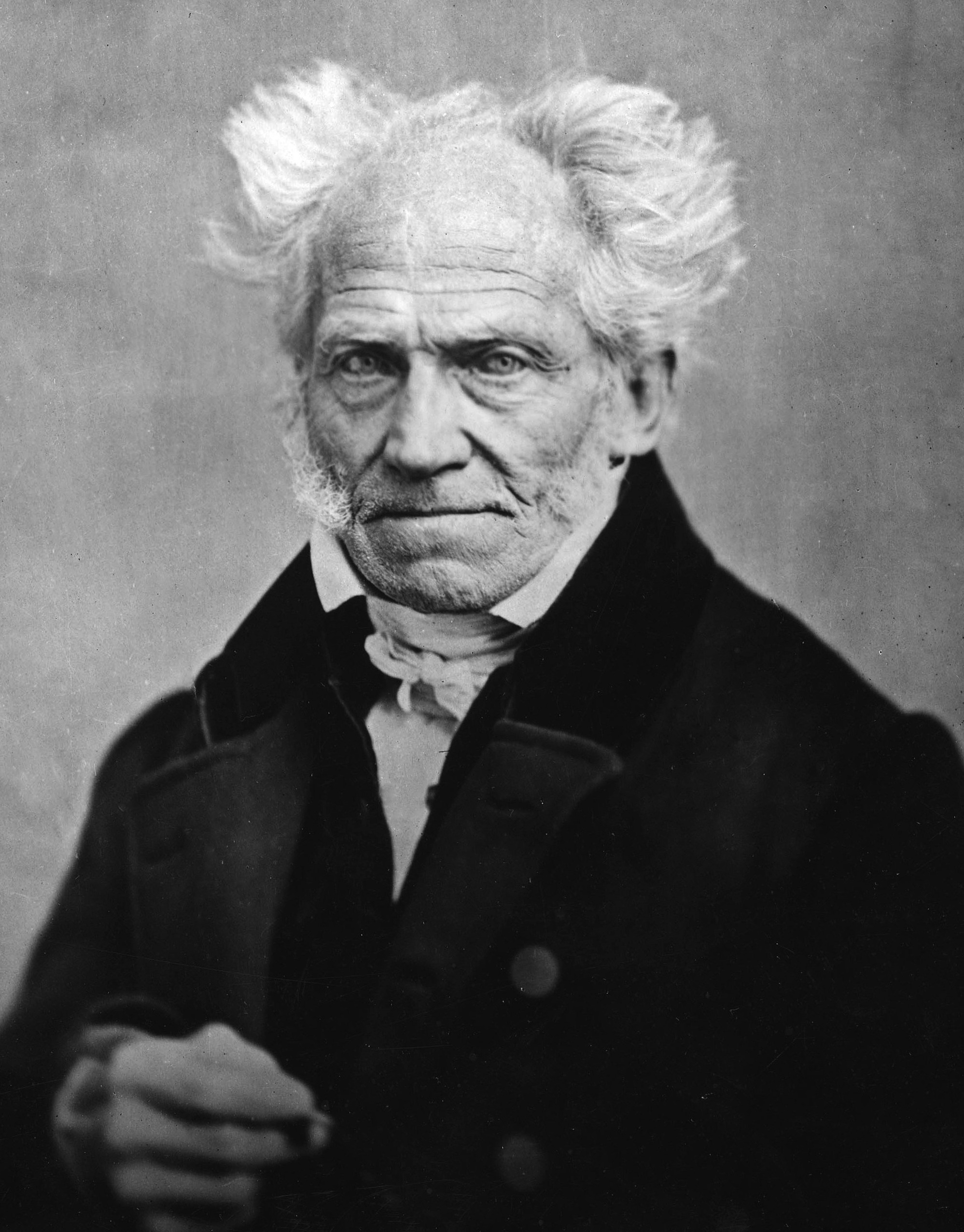
Arthur Schopenhauer, philosophe allemand.
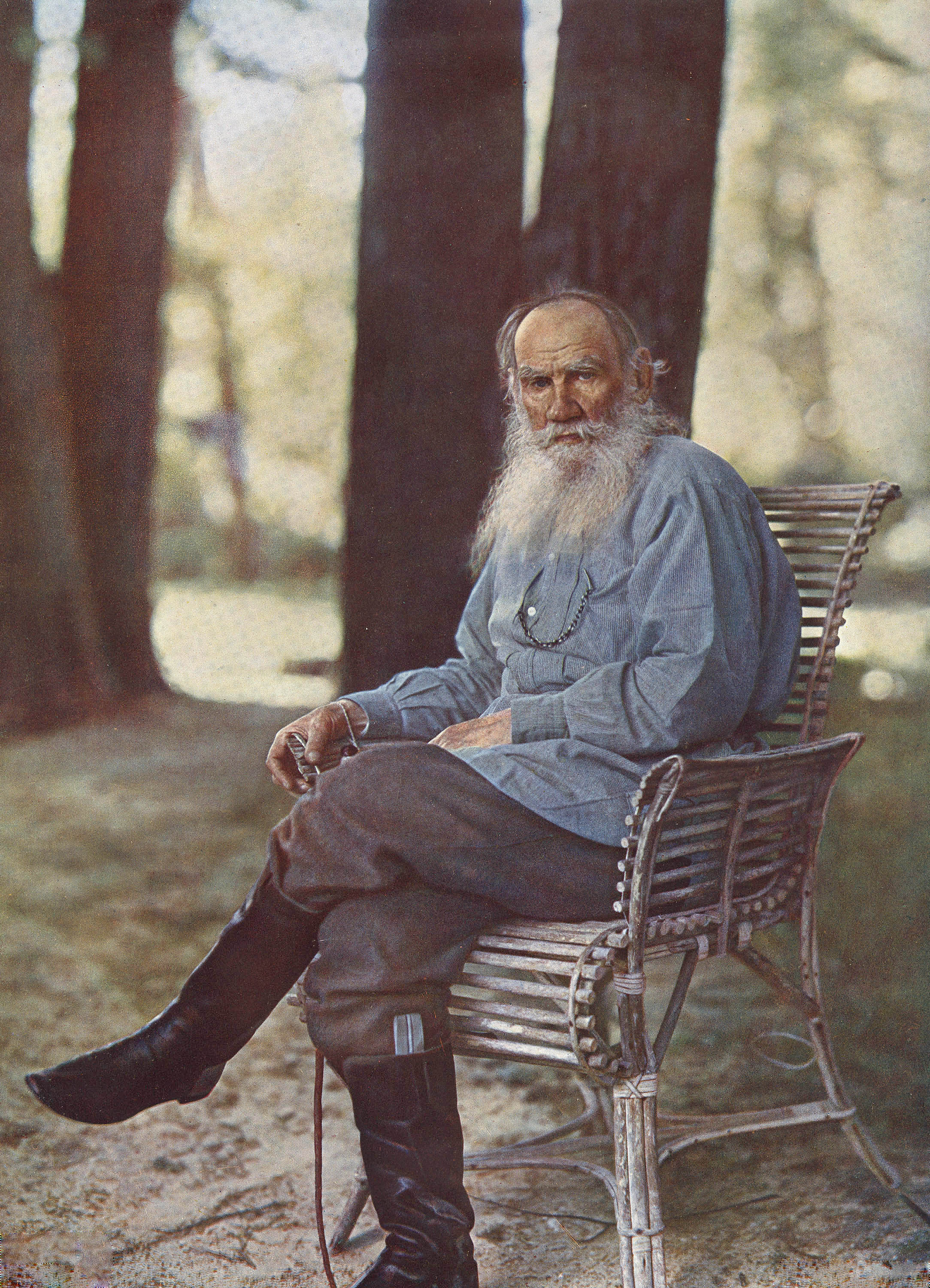
Léon Tolstoï, philosophe et écrivain russe.
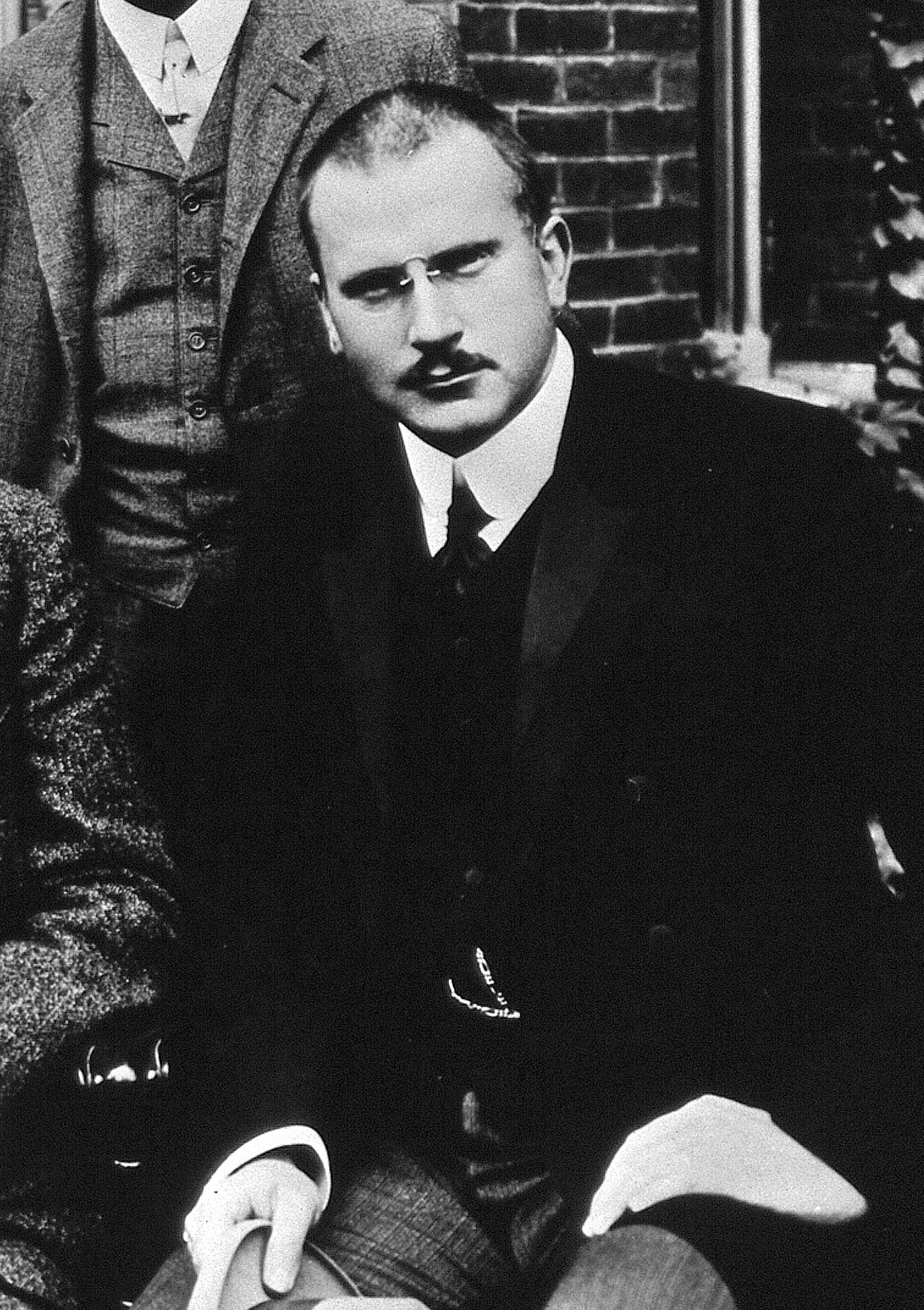
Carl Gustav Jung, psychiatre suisse, fondateur de la psychologie analytique.
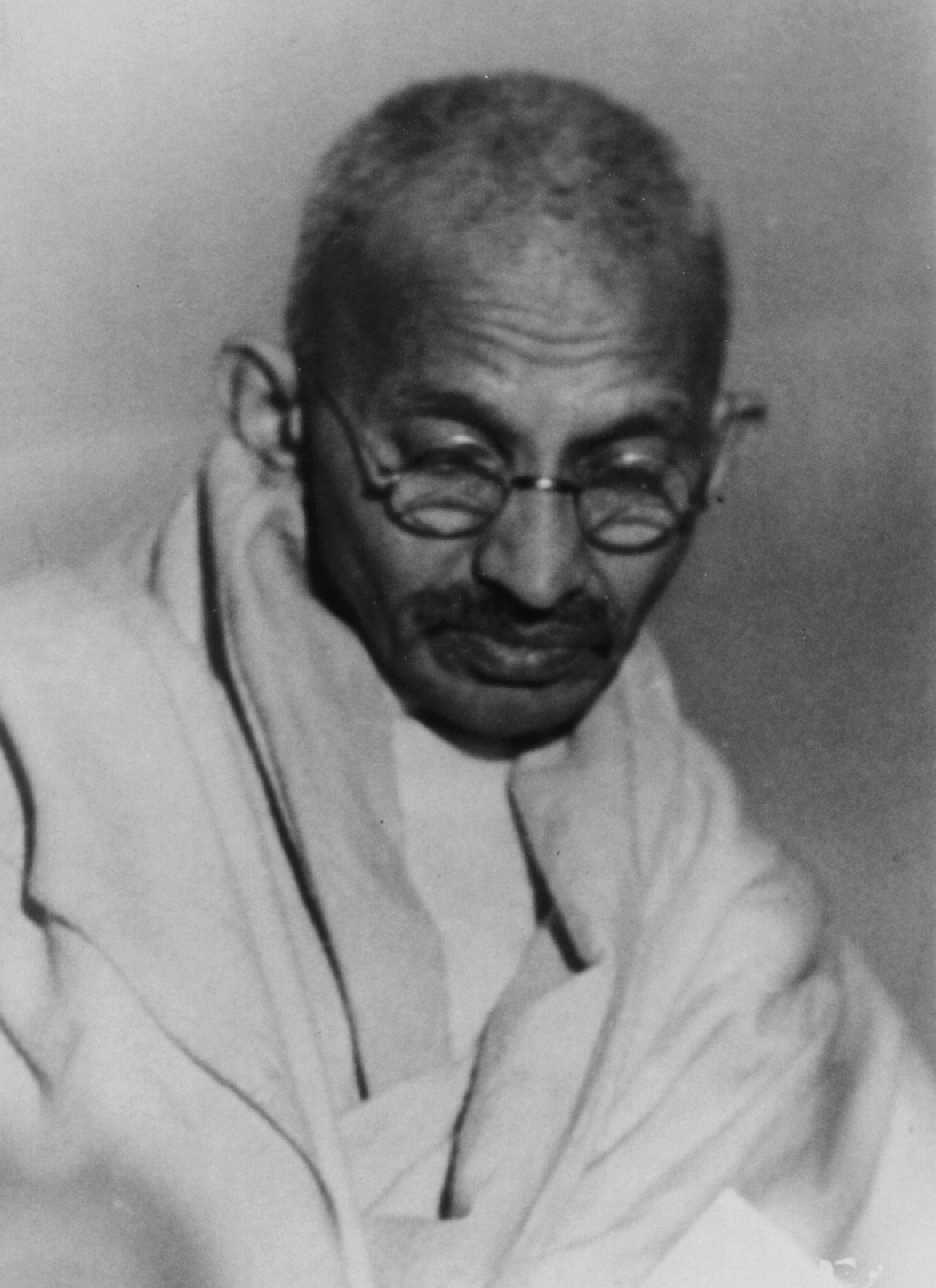
Mohandas Karamchand Gandhi, activiste et homme politique indien.
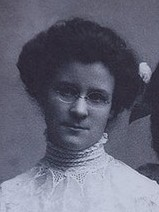
Katherine Cook Briggs, théoricienne américaine en psychologie et co-inventrice du MBTI.
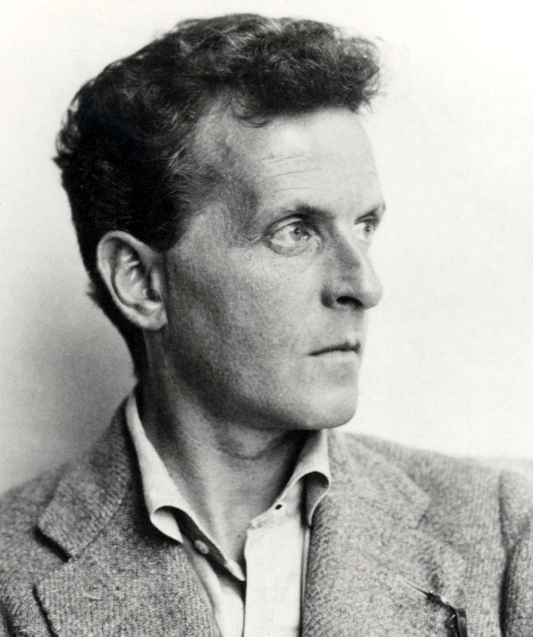
Ludwig Wittgenstein, philosophe autrichien, puis britannique.
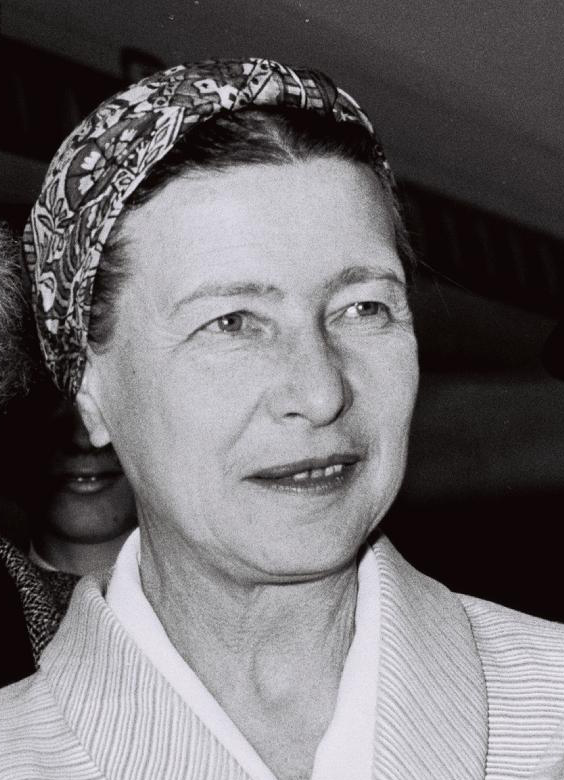
Simone de Beauvoir, philosophe féministe et existentialiste française.
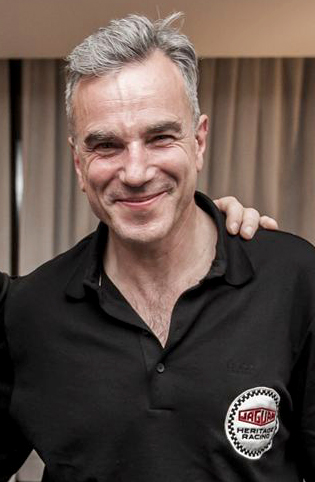
Daniel Day-Lewis, acteur britannique et citoyen irlandais, 3 fois lauréat de l'oscar du meilleur acteur.
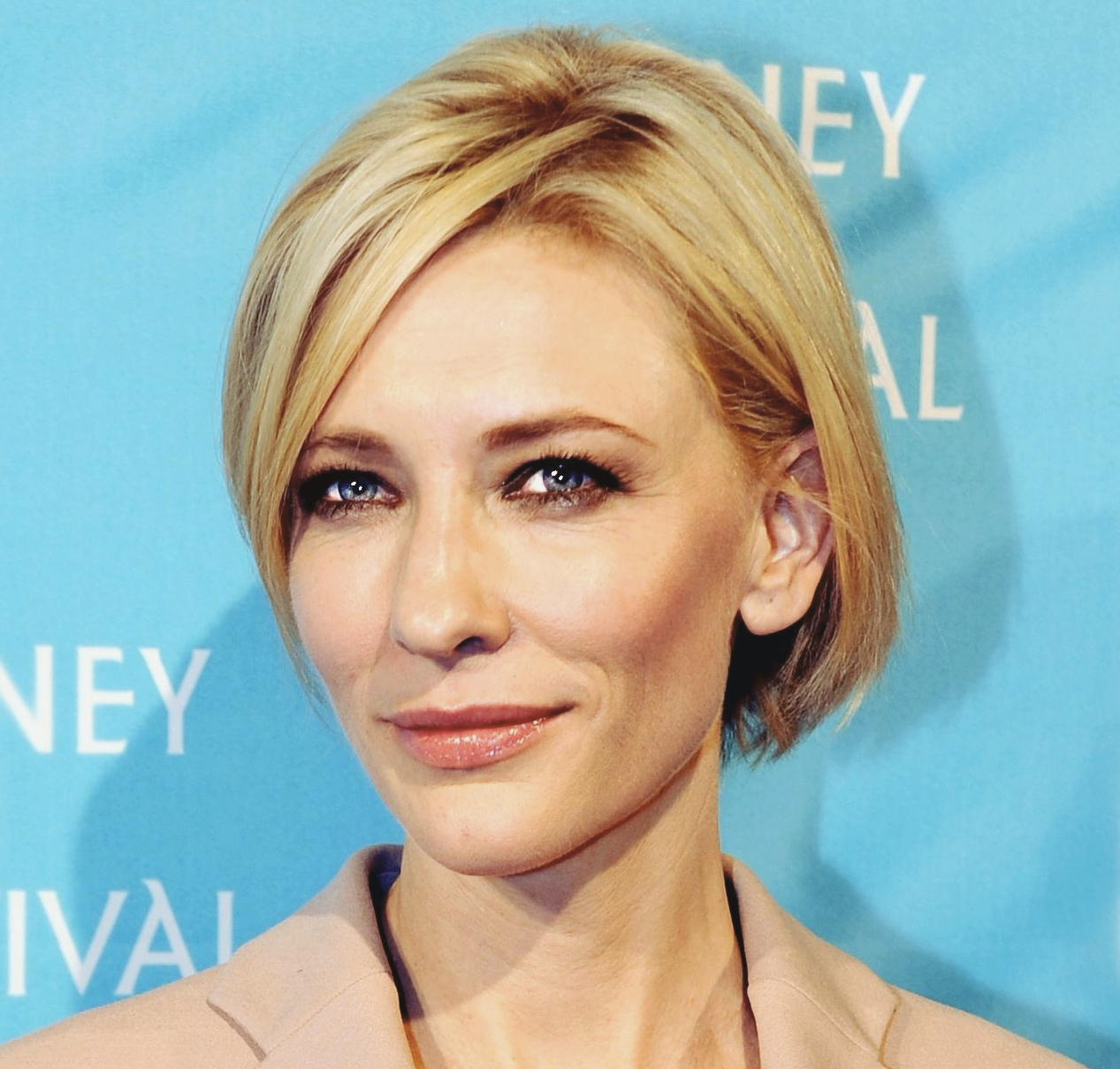
Cate Blanchett, comédienne australienne.
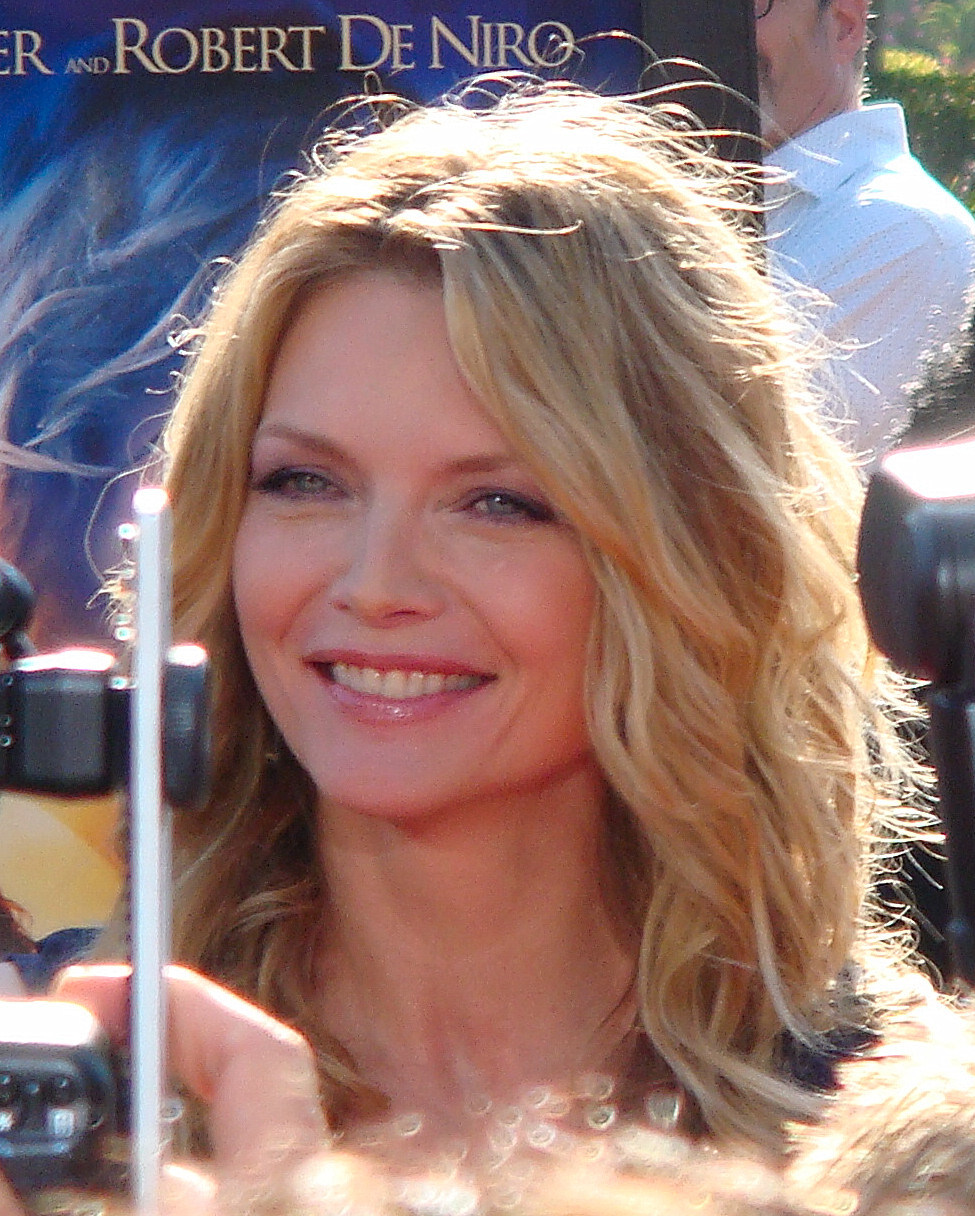
Michelle Pfeiffer, actrice américaine.
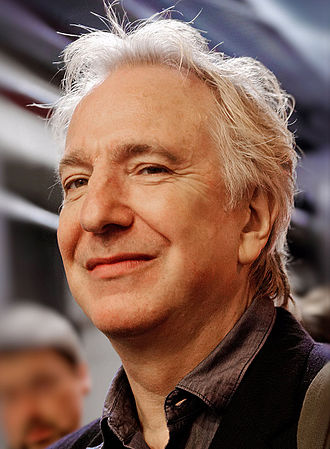
Alan Rickman, acteur, réalisateur et scénariste britannique.
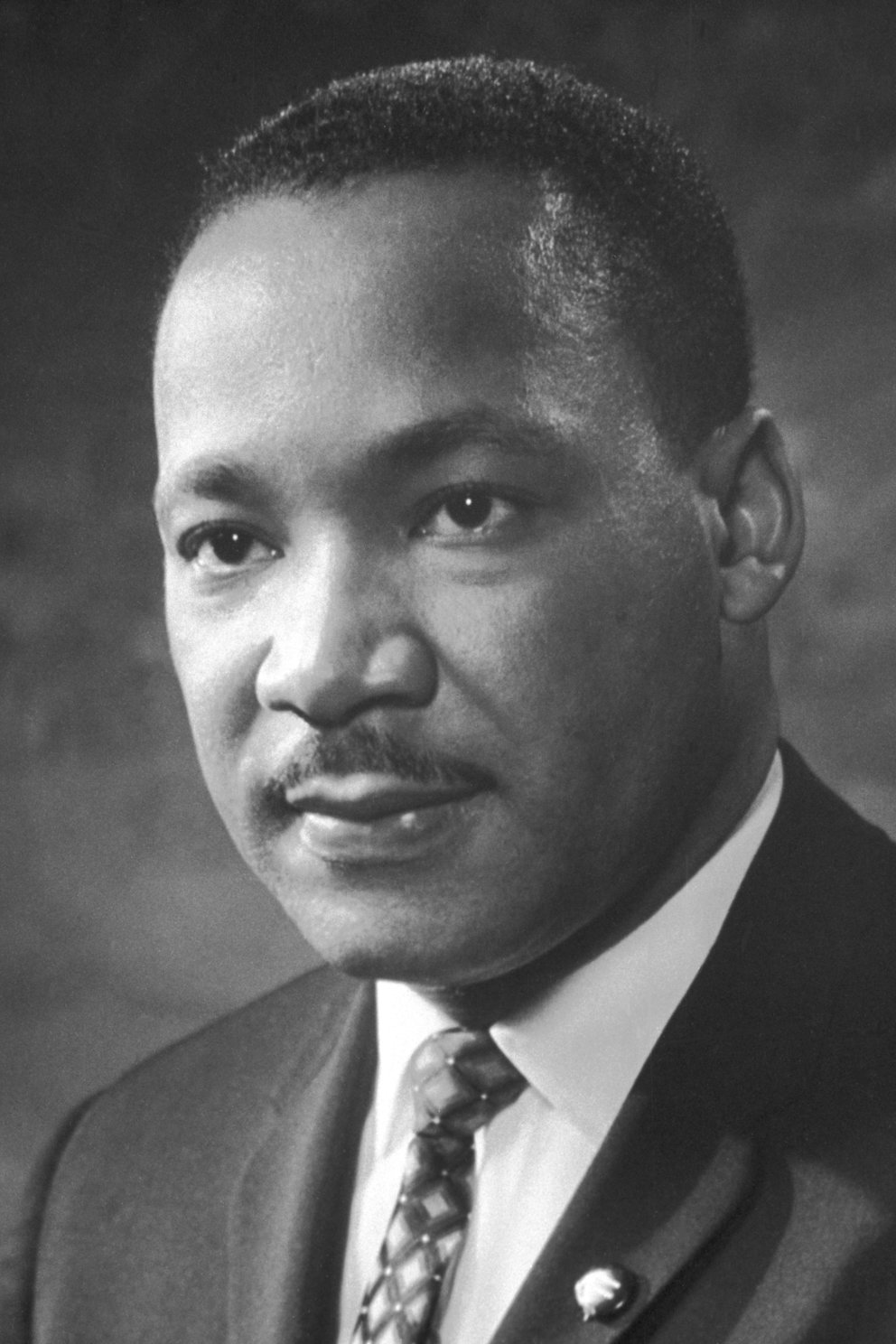
Martin Luther King, pasteur et militant américain pour les droits civiques.
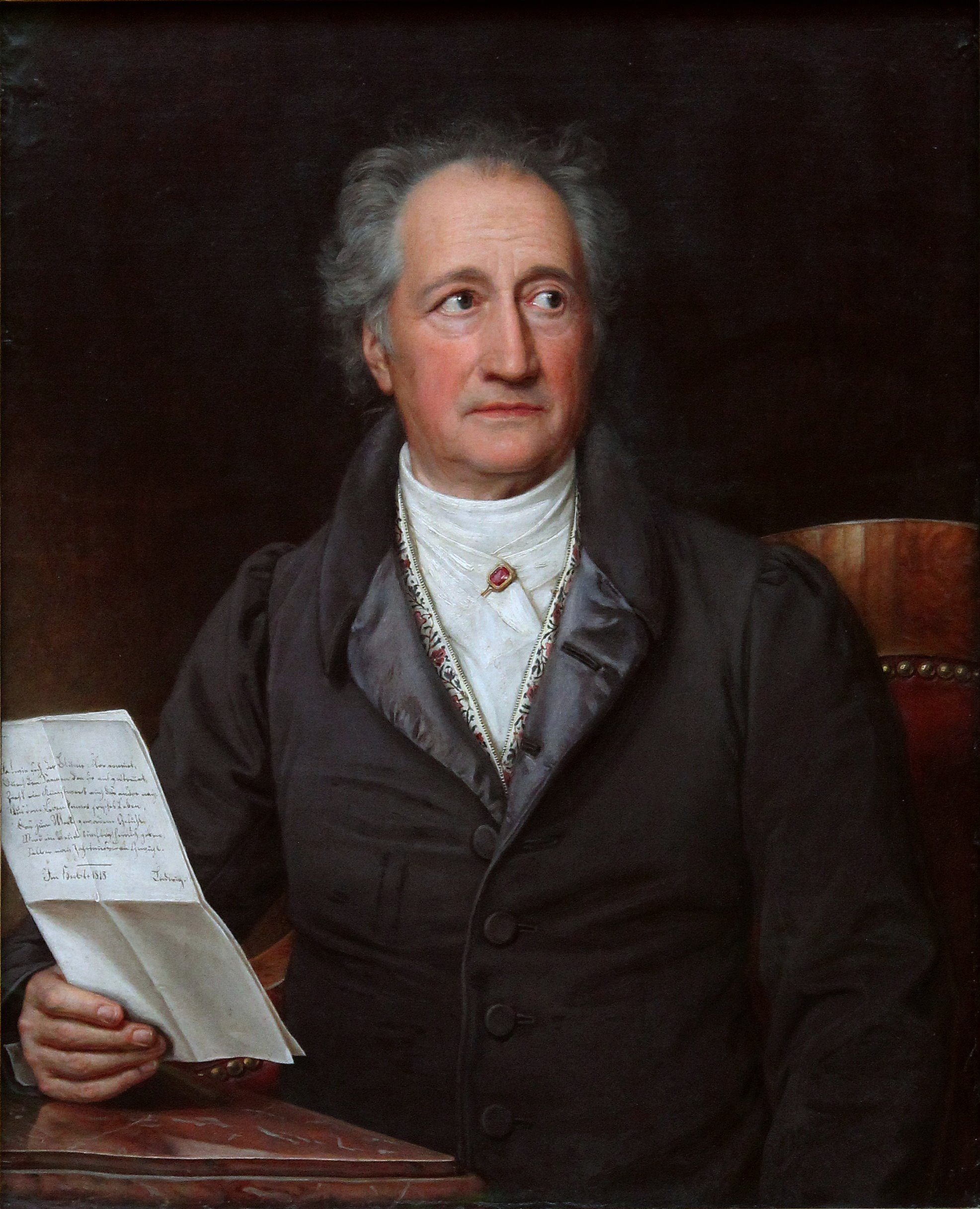
Johann Wolfgang von Goethe, philosophe allemand.
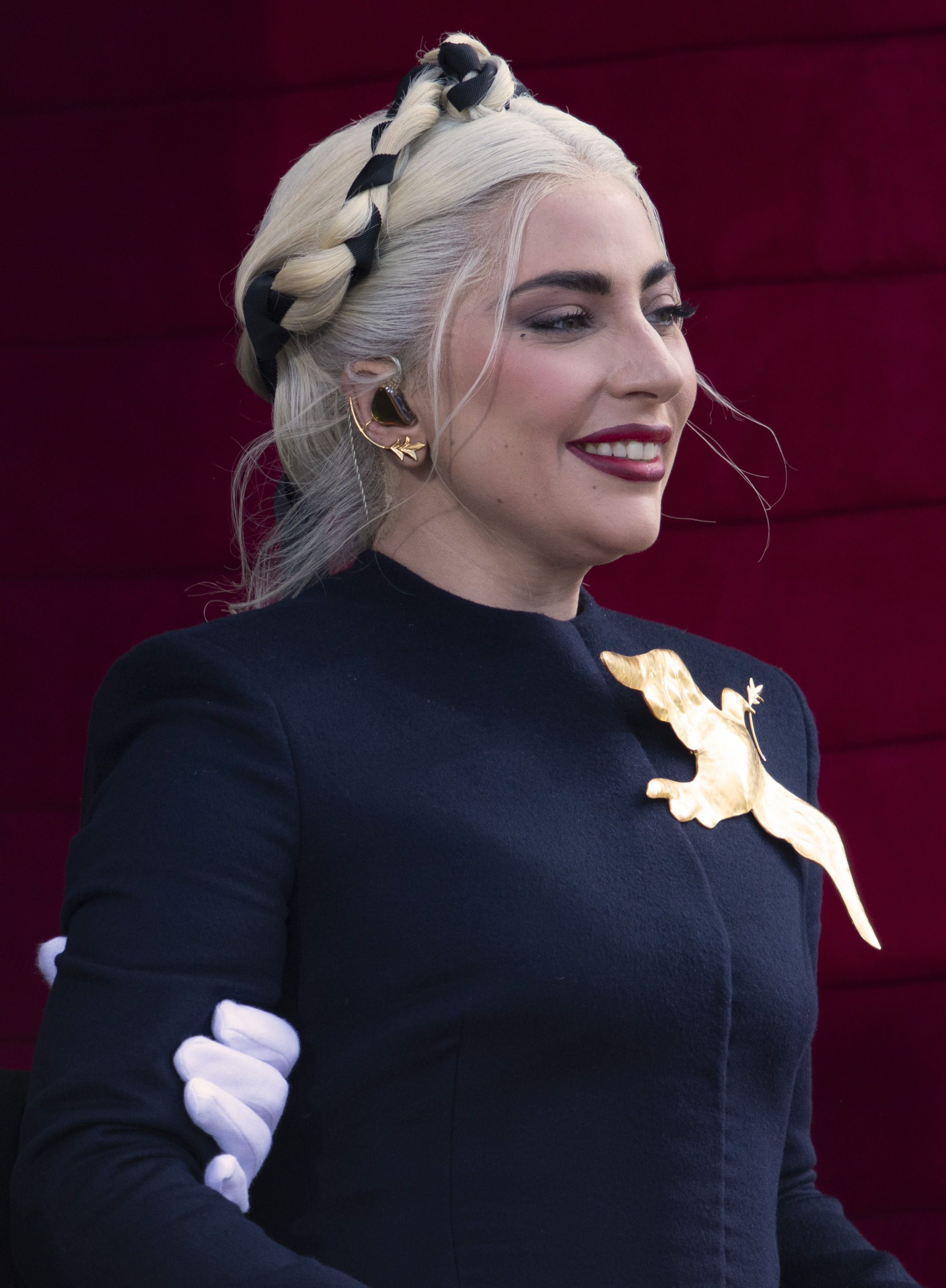
Lady Gaga, chanteuse et actrice américaine.
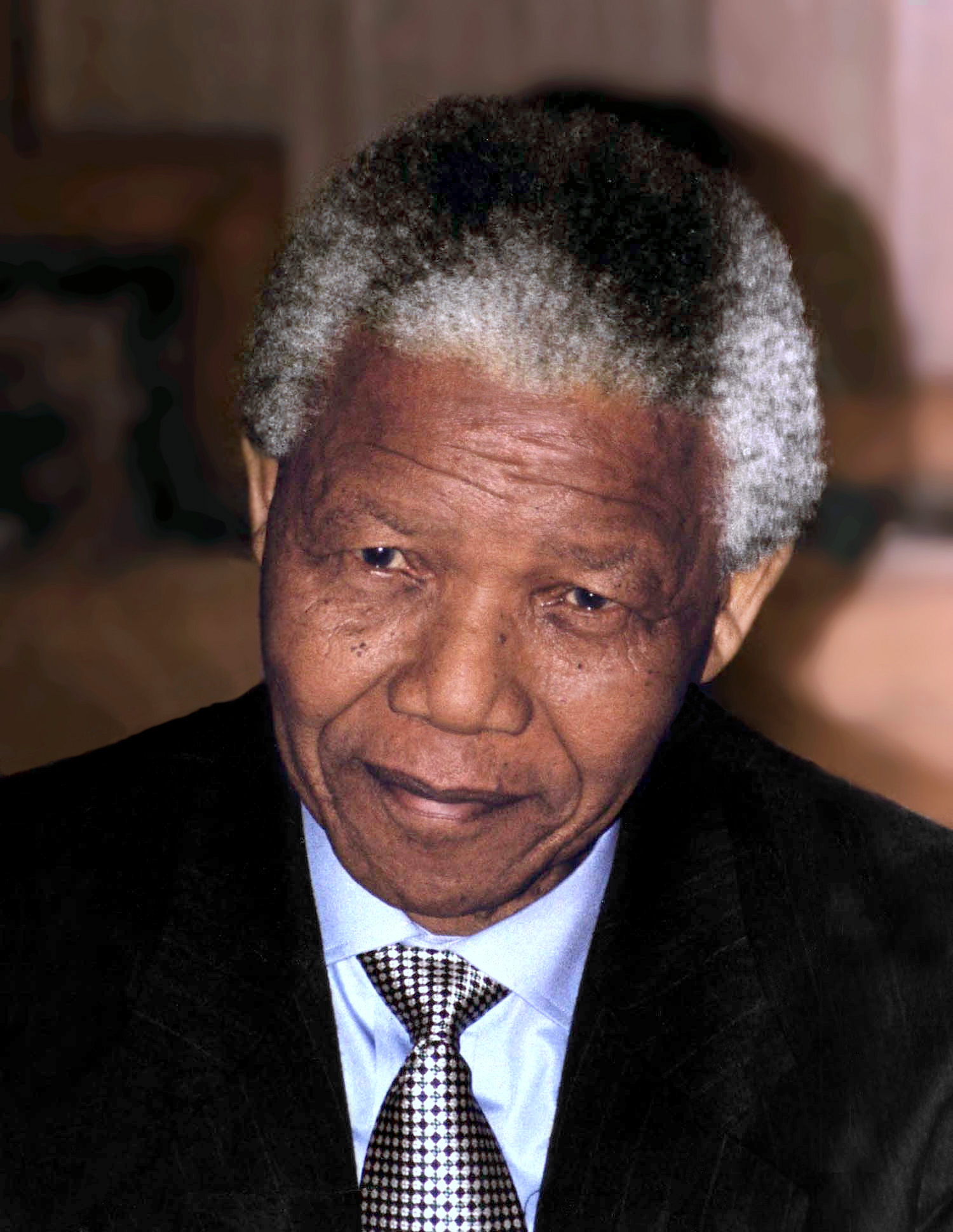
Nelson Mandela, président sud-africain de 1994 à 1999.